# Marinčev Grič
Marinčev Grič je naselje v Občini Vrhnika. Ustanovljeno je bilo leta 2002 iz dela ozemlja naselja Zaplana. Leta 2015 je imelo 37 prebivalcev.